# Gouvernement Adán Martín
 Îles Canaries
Rodríguez Rivero I
Le gouvernement Martín est le gouvernement des îles Canaries entre le 14 juillet 2003 et le 14 juillet 2007, durant la VIe législature du Parlement des Canaries. Il est présidé par Adán Martín.

## Composition

### Initiale (14 juillet 2003)
| Fonction                                                                | Titulaire | Titulaire                           | Parti |
| ----------------------------------------------------------------------- | --------- | ----------------------------------- | ----- |
| Président du gouvernement                                               |           | Adán Martín Menis                   | CC    |
| Vice-présidente Conseillère à la Santé                                  |           | María del Mar del Pino Julios Reyes | CC    |
| Conseiller aux Infrastructures, aux Transports et au Logement           |           | Antonio Ángel Castro Cordobez       | CC    |
| Conseillère à la Présidence et à la Justice                             |           | María Australia Navarro de Paz      | PP    |
| Conseiller à l'Économie et aux Finances                                 |           | José Carlos Mauricio Rodríguez      | CC    |
| Conseiller à l'Agriculture, à l'Élevage, à la Pêche et à l'Alimentation |           | Pedro Jorge Rodríguez Zaragoza      | CC    |
| Conseiller à l'Éducation, à la Culture et aux Sports                    |           | José Miguel Ruano León              | CC    |
| Conseiller à l'Environnement et à l'Aménagement du territoire           |           | Augusto Lorenzo Tejera              | CC    |
| Conseillère à l'Emploi et aux Affaires sociales                         |           | Águeda Montelongo González          | PP    |
| Conseiller au Tourisme                                                  |           | José Juan Herrera Velázquez         | CC    |
| Conseiller à l'Industrie, au Commerce et aux Nouvelles technologies     |           | Luis Alberto Soria López            | PP    |

### Remaniement du21 mai 2005
- Les nouveaux conseillers sont indiqués en gras, ceux ayant changé d'attributions en italique.

| Fonction                                                                | Titulaire | Titulaire                           | Parti |
| ----------------------------------------------------------------------- | --------- | ----------------------------------- | ----- |
| Président du gouvernement                                               |           | Adán Martín Menis                   | CC    |
| Vice-présidente Conseillère à la Santé                                  |           | María del Mar del Pino Julios Reyes | CC    |
| Conseiller aux Infrastructures, aux Transports et au Logement           |           | Antonio Ángel Castro Cordobez       | CC    |
| Conseiller à la Présidence et à la Justice                              |           | José Miguel Ruano León              | CC    |
| Conseiller à l'Économie et aux Finances                                 |           | José Carlos Mauricio Rodríguez      | CC    |
| Conseiller à l'Agriculture, à l'Élevage, à la Pêche et à l'Alimentation |           | Pedro Jorge Rodríguez Zaragoza      | CC    |
| Conseiller à l'Éducation, à la Culture et aux Sports                    |           | Isaac Cristóbal Godoy Delgado       | CC    |
| Conseiller à l'Environnement et à l'Aménagement du territoire           |           | Domingo Berriel Martínez            | CC    |
| Conseillère à l'Emploi et aux Affaires sociales                         |           | María Luisa Zamora Rodríguez        | CC    |
| Conseiller au Tourisme                                                  |           | Manuel Fajardo Feo                  | CC    |
| Conseillère à l'Industrie, au Commerce et aux Nouvelles technologies    |           | María Luisa Tejedor Salguero        | CC    |